# Белобережская узкоколейная железная дорога

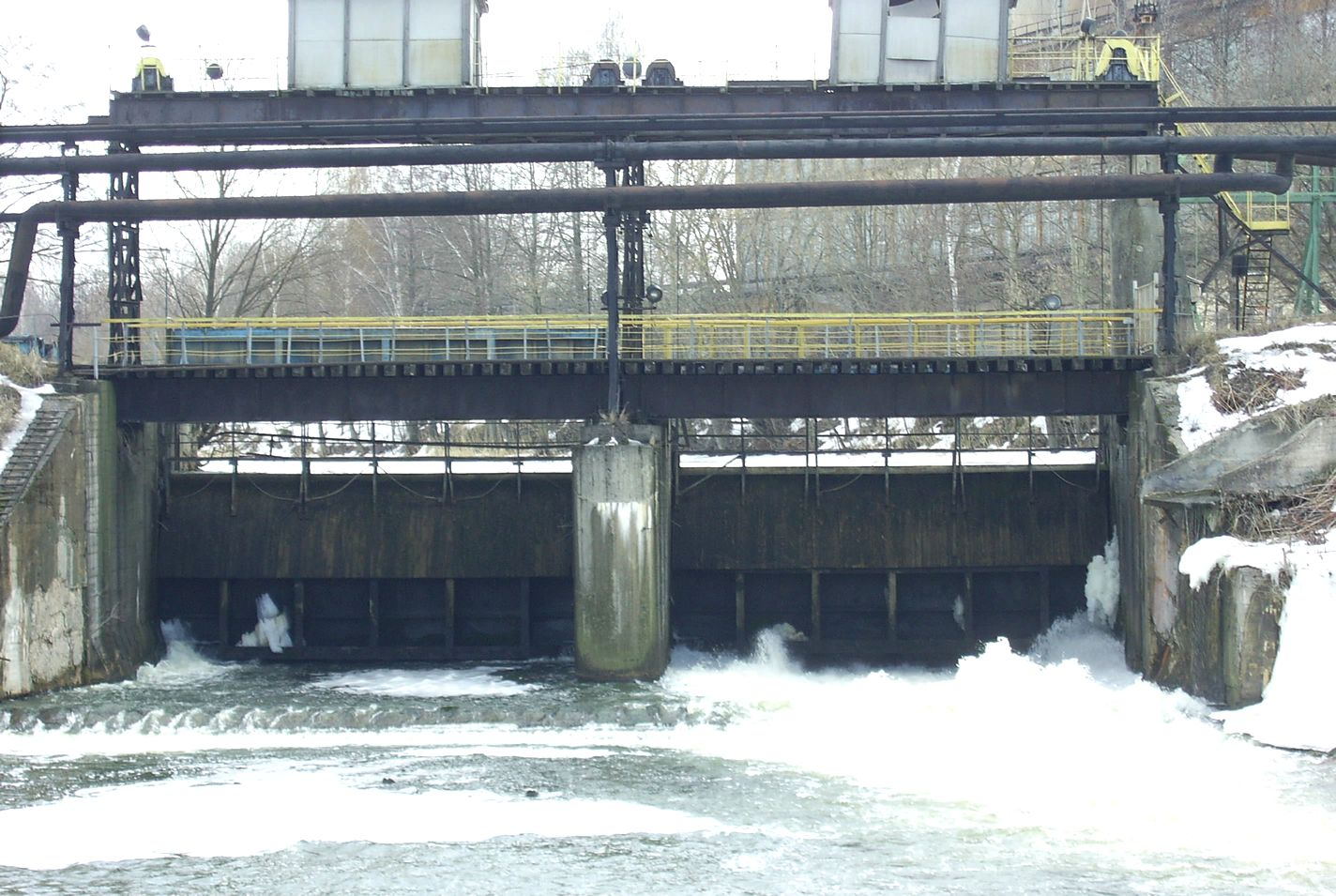
Белые Берега. Плотина водохранилища с мостом разобранной узкоколейной железной дороги. 2006 г.

Белобере́жская узкоколейная железная дорога — железнодорожная транспортная сеть местного значения на северо-востоке Брянской области и в прилегающих районах Орловской и Калужской областей, с шириной колеи 750 мм.
Максимальная длина линий, с учётом временных путей, в 1960-е годы достигала 150 километров.
Управление и центральная станция располагалось в посёлке городского типа Белые Берега — пригороде Брянска.

## История
Первая очередь была построена практически одновременно со строительством Брянской ГРЭС (начато в 1927 году) для доставки торфа с ближайших месторождений; движение на первом 6-километровом участке было открыто в 1932 году. В последующие годы активно велось строительство новых линий. В 1937 году на 21-м километре от Белых Берегов был основан посёлок «77-й участок», позднее ставший посёлком городского типа Пальцо, где находилось одноимённое торфопредприятие. Тогда же узкоколейка начала использоваться для пассажирских перевозок.
Достоверных сведений об эксплуатации Белобережской УЖД в годы немецко-фашистской оккупации (1941—1943) не имеется.
После Великой Отечественной войны длина Белобережской УЖД была значительно увеличена: в 1949—1950 годах она пересекла границу Калужской области и достигла платформы Берёзовое, а в 1954 году дошла до станции Жудерская (посёлок Жудерский), расположенной на территории Орловской области. Протяжённость линий на этот момент составляла 54 километра. В 1948 году в Белых Берегах было построено деревянное двухэтажное здание вокзала (на втором этаже находилась диспетчерская).
В 1955 году на окраине Белых Берегов был построен мост через магистральную железную дорогу Брянск—Орёл, что позволило ввести в эксплуатацию южный участок узкоколейной железной дороги (до платформы Тёплое).
Во 2-й половине XX века использовалась и для пассажирских перевозок на участках Белые Берега — Пальцо — Жудерская и Белые Берега — Тёплое (сквозного сообщения не было).
В административном отношении узкоколейная железная дорога являлась цехом торфопредприятия «Пальцо». Главные локомотивные депо находились на станциях Пальцо и Торфяная (Белые Берега). Тяговый подвижной состав до 1960-х годов был представлен паровозами; позднее стали поступать тепловозы ТУ4, мотовозы (самоходные электростанции) ЭСУ2А и др.
В 1970-е годы, в связи с выработкой торфомассивов, был разобран участок за пределами Брянской области (Пальцо — Пеньково); тем самым протяжённость железной дороги сократилась примерно на 40 километров.
В 1991 году была построена автодорога Карачев—Пальцо, что позволило открыть автобусное сообщение с посёлком Пальцо. Поскольку добыча торфа в Пальцо была к тому времени прекращена, то в начале 1990-х годов, за ненадобностью, был разобран участок узкоколейной железной дороги Белые Берега — Пальцо, а около 1996 года, после закрытия торфопредприятия в Тёплом, и участок Белые Берега — Тёплое.
Окончательные работы по демонтажу Белобережской УЖД были проведены в конце 1990-х годов. Утилизация металлолома на бывшей станции Торфяная (Белые Берега) завершилась в начале XXI века.

## Сохранившиеся объекты
- Здание вокзала и управления Белобережской УЖД на ул. Транспортной в Белых Берегах;
- Мост через реку Снежеть (на плотине Брянской ГРЭС);
- Ряд небольших мостов через притоки Снежети;
- Путепровод через магистральную железную дорогу Брянск—Орёл (частично демонтирован);
- Заброшенное одноэтажное кирпичное здание на бывшем разъезде Орловский (при пересечении с автотрассой А141 Орёл—Брянск);
- Полотно дороги, ныне никак не эксплуатируемое;
- Ответвления от основного полотна к отдельным торфоразработкам;
- Отдельные рельсы, в том числе замурованные под асфальтом при пересечении с автодорогами.